# Tokuda Kyūichi

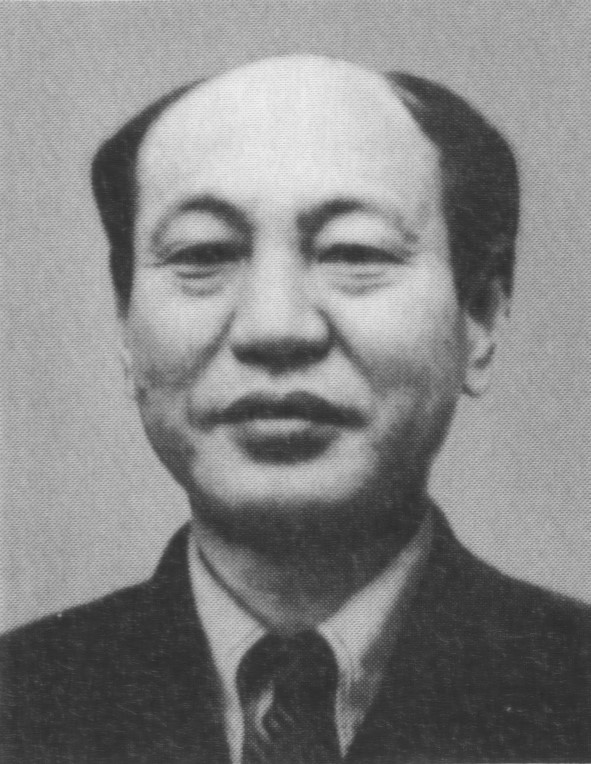
Tokuda Kyūichi

Tokuda Kyūichi (japanisch 徳田 球一; geboren 12. September 1894 in Nago, Präfektur Okinawa; gestorben 14. Oktober 1953) war ein japanischer marxistischer Politiker.

## Leben und Werk
Tokuda Kyūichi beendete 1920 seine Ausbildung an der Nihon-Universität. Im selben Jahr schloss er sich der sozialistischen Studiengruppe „Shakaishugi dōmei“ (社会主義同盟) an. 1922 nahm er am Ersten Kongress der kommunistischen und revolutionären Organisationen des Fernen Ostens teil, von Januar bis Februar in Moskau unter der Leitung der Komintern stattfand. Nach Rückkehr half Tokuda mit bei der Gründung der Kommunistischen Partei Japans.
Bald nachdem Tokuda im Februar 1928 bei der Reichstagswahl ohne Erfolg für die „Arbeiter-und-Bauern-Partei“ (労働農民党, Rōdō Nōmin-tō) kandidiert hatte, wurde er im Rahmen der Säuberungsaktion vom 15. März festgenommen. Zusammen mit Shiga Yoshino und anderen blieb er bis Oktober 1945 im Gefängnis.
Ende 1945 wurde Tokuda Generalsekretär der neugegründeten Kommunistischen Partei und wurde ab 1946 für drei Wahlperioden ins Unterhaus gewählt. Als die amerikanische Besatzungsmacht 1950 Maßnahmen gegen Kommunisten ergriff, die als Red Purge in die Geschichte eingegangen sind, überredete Tokuda seine Partei zu einer gewalttätigen Taktik. Er selbst ging in den Untergrund und starb 1956 in Peking.